# Salle omnisports de Staouéli
La salle omnisports de Staouéli (en arabe : قاعة سطاوالي الرياضية) est un équipement sportif situé à Staoueli, en Algérie.
La capacité de cette arène est de 3 000 spectateurs.

## Événements importants
- Finale Coupe d'Algérie de basket-ball 2008-2009